# Mauritskade

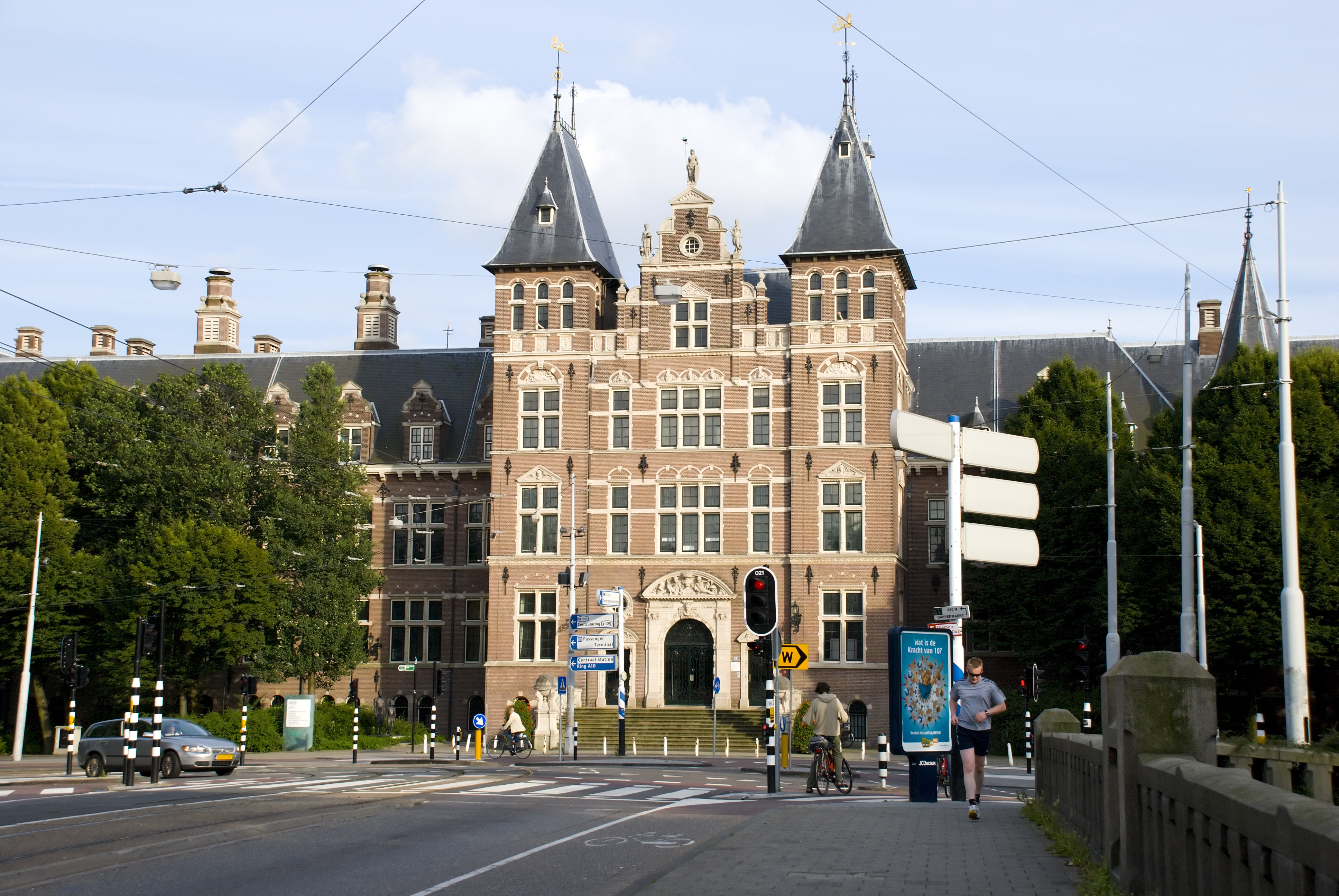
Vue de l'Institut royal des Tropiques, le long du Mauritskade.

Le Mauritskade (« Quai Maurice » en néerlandais) est une avenue d'Amsterdam située dans l'arrondissement Oost.

## Situation

### Accès
Située sur les berges sud du Singelgracht, elle relie l'Amstel à la Zeeburgerdijk et fait partie d'un ensemble de trois quais qui délimitent l'arrondissement de Centrum avec le Nassaukade et le Stadhouderskade, l'ensemble constituant le périphérique intérieur de la ville (Amsterdamse binnenring). 
Les principales rues qui croisent le Nassaukade sont la Wibautstraat, 's-Gravesandestraat, Linnaeusstraat, Dapperstraat et Pontanusstraat. Au croisement avec la Linnaeusstraat se trouve l'Institut royal des Tropiques, dont fait partie le Tropenmuseum. Les brasseries Amstel ont été  également situées le long du quai avant le rachat de cette brasserie par Heineken et la démolition de ces bâtiments relativement anciens.

### Tramway
La ligne 19 du tramway d'Amsterdam circule entre l'Alexanderplein et la Linnaeusstraat depuis 2018, auparavant la ligne 9 à partir de 1903. La ligne 14 assure également une desserte de la partie est de la voie depuis 1915. En 1901, la deuxième ligne électrique de tramway de la ville circule entre la Linnaeusstraat et Zeeburgerdijk sous le nom de ligne 6. La ligne 10 y circule également de 1940 à 2004, date de son détournement par la Sarphatistraat en direction de la Czaar Peterstraat et le complexe portuaire est (Oostelijk Havengebied).

## Origine du nom
Le Stadhouderskade est baptisé en l'honneur de Maurice de Nassau (1567-1625), stathouder de Hollande et de Zélande. Elle porte son nom actuel depuis 1880.